# Miramichi
Miramichi (población 2006: 18,129) es la ciudad más grande de la región norte de la provincia de Nuevo Brunswick, Canadá. Se ubica en la boca del río Miramichi donde se entra a la bahía Miramichi. El valle del río Miramichi es el valle más largo de Nuevo Brunswick. 
La ciudad de Miramichi se formó en 1995 por la fusión de dos pueblos, Newcastle y Chatham, y varias comunidades como Douglastown, Loggieville, y Nelson.

## Demografía
Según el censo 2001 de Statistics Canada, hubo 18,508 personas viven en Miramichi. 48.1% de los residentes fueron varones y 51.9% fueron mujeres. Los niños menor que 5 años representaron 5.0% de la población. En comparisión, este número fue 5.6% en Canadá. En el medio de 2001, 15.5% de la población de Miramichi tuvieron la edad de jubilación (mayor que 65 años para varones y mujeres) comparada con 13.2% en Canadá. La edad mediana fue 39.9 años, comparada con 37.6 años de edad como nación.
En 2001, 97.6% de la población se nacieron en Canadá; 89.4% reclamaron "Solo Inglés" como el "idioma aprendido primero y ya entendido", mientras 8.8% indicaron francés, y 0.7% indicaron ambos inglés y francés. La población fue 61.8% católicos y 33.3% protestantes. 3.8% de la población no tuvo afiliación religiosa.

## Economía
La economía de Miramichi se centra en el sector forestal, la minería y el sector pesquero. Otros sectores son: turismo, centros de atención de llamadas, fabricación y el gobierno provincial y federal. El sector de servicio es el empleador más grande de la región. En los últimos años, algunos aserraderos se cerraron en la región que ha provocado muchos residentes migrarse al oeste del país.